# Totò, Peppino e una di quelle
Pour plus de détails, voir Fiche technique et Distribution.
Totò, Peppino e una di quelle est un film italien réalisé par Aldo Fabrizi et sorti en 1953.
Le film est adapté d'une nouvelle de Giorgio Bianchi. 

## Synopsis
Maria est veuve avec un enfant à charge, endettée auprès de son propriétaire, et elle tente de s'en sortir grâce à de petits travaux de couture. Un jour, elle reçoit la visite d'une voisine, une prostituée. Louant la beauté de Maria, et comprenant ses difficultés économiques, la prostituée lui suggère de tenter le même métier, seul moyen selon elle pour une femme seule de trouver de l'argent pour vivre.
Désespérée par la situation personnelle et économique, Maria accepte à contrecœur le conseil et le lendemain, elle se rend dans une boîte de nuit, où elle rencontre deux riches hommes de la campagne, les frères Martino et Rocco. 

## Fiche technique
- Titre original italien : Totò, Peppino e una di quelle[1] ou Una di quelle[2]
- Réalisation : Aldo Fabrizi
- Scénario : Aldo De Benedetti et Giorgio Bianchi d'après sa nouvelle
- Photographie : Gábor Pogány
- Montage : Gabriele Varriale
- Musique : Carlo Innocenzi
- Décors : Piero Filippone
- Maquillage : Giuliano Laurenti (it)
- Production : Aldo Fabrizi, Enzo Cossa
- Société de production : Alfa Film XXXVII, Rosa Film
- Pays de production :  Italie
- Langue de tournage : italien
- Format : Noir et blanc - 1,37:1 - Son mono - 35 mm
- Durée : 86 minutes
- Genre : Comédie dramatique
- Dates de sortie :
  - Italie : 7 octobre 1953 (Rome) ; 30 octobre 1953 (Turin) ; 3 novembre 1953 (Milan)

## Distribution
- Totò : Rocco Bardelli
- Lea Padovani : Maria Rossetti
- Peppino De Filippo : Martino Bardelli
- Aldo Fabrizi : Dr Ubaldo Mancini
- Elsa Camarda (sous le nom de « Mara Landi ») : l'entraîneuse
- Giulio Calì : le garde-machines
- Nando Bruno : le chauffeur de taxi
- Mario Castellani : Piero, le pharmacien
- Laura Gore : Annie
- Luigi Moneta : le portier d'hôtel
- Alberto Talegalli : le rustaud
- Pina Piovani : le concierge
- Irène Papas : Monica, la femme quittant la boîte de nuit

## Production
Le film, tourné entre novembre 1952 et janvier 1953, est le deuxième film du couple Totò-Peppino, ainsi que le deuxième que Totò et Fabrizi tournent ensemble, après le grand succès de Gendarmes et Voleurs (1951).
Le film montre comment, bien avant l'entrée en vigueur de la loi Merlin de 1958, de plus en plus de femmes se prostituaient déjà en dehors du foyer. 